# Anaecypris hispanica
Anaecypris hispanica là một cá vây tia loài thuộc họ Cyprinidae, loài duy nhất còn sống của chi Anaecypris. Loài này có ở Tây Ban Nha và Bồ Đào Nha.
Môi trường sống tự nhiên của chúng là sông ngòi và sông có nước theo mùa. Chúng hiện đang bị đe dọa vì mất môi trường sống.

## Hình ảnh

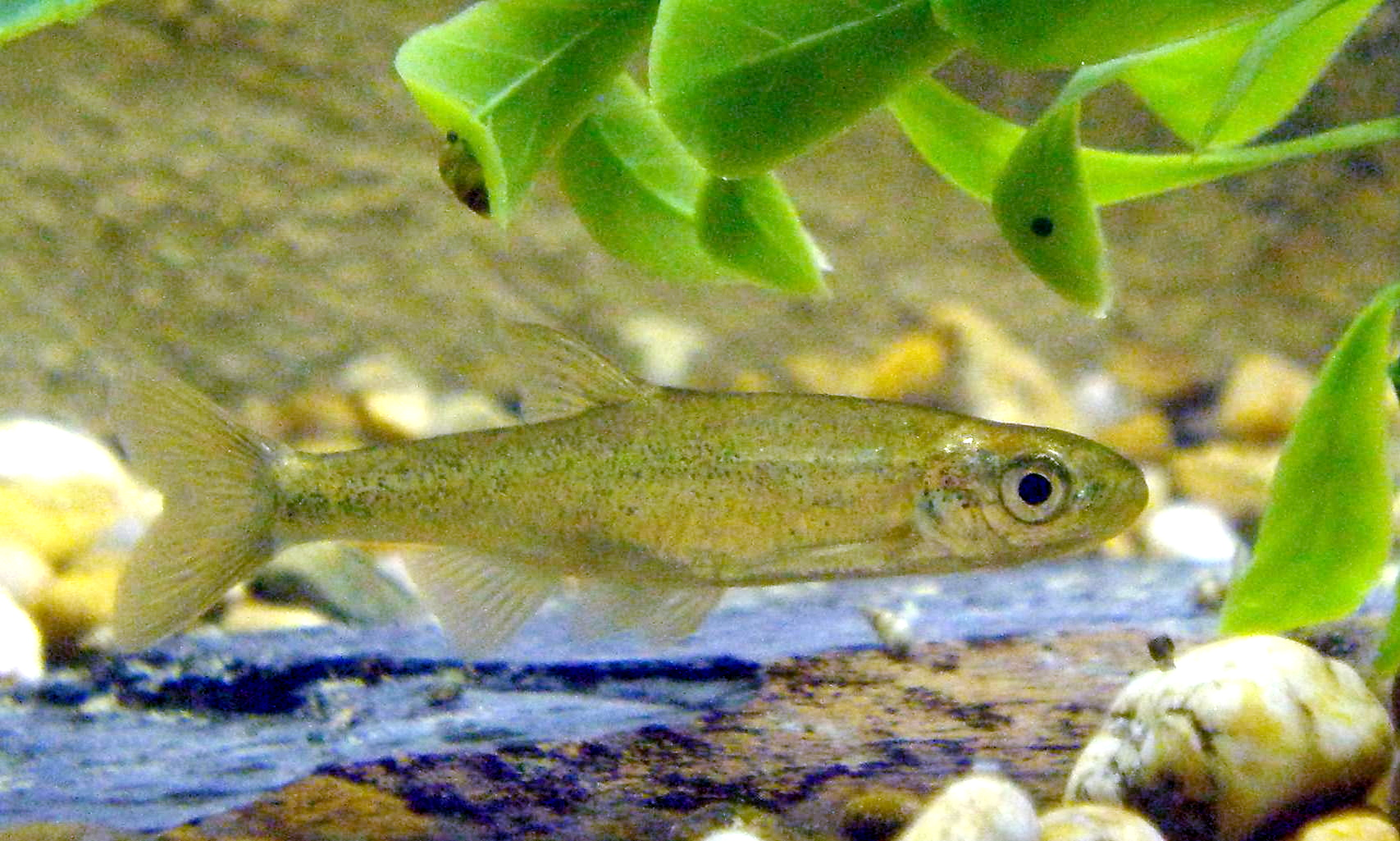
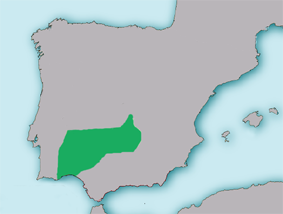
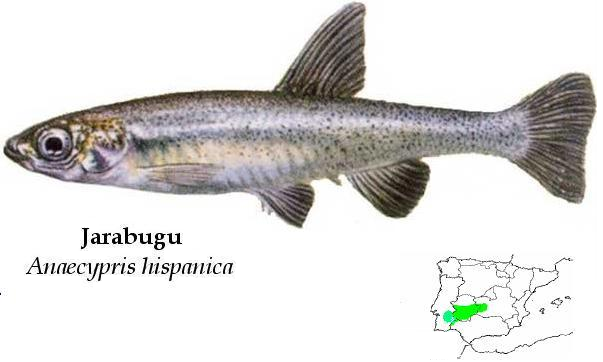